# Karłowice Małe
Karłowice Małe – wieś w Polsce położona w województwie opolskim, w powiecie nyskim, w gminie Kamiennik.

## Nazwa
W księdze łacińskiej Liber fundationis episcopatus Vratislaviensis (pol. Księga uposażeń biskupstwa wrocławskiego) spisanej za czasów biskupa Henryka z Wierzbna w latach 1295–1305 miejscowość wymieniona jest w zlatynizowanej formie Carlovitz parvum w szeregu wsi lokowanych na prawie polskim iure polonico.

## Historia
Od końca XVIII w. wieś posiadała pieczęć gminną, na której wizerunku przedstawiono  dom o dwóch oknach podzielonych na cztery pola  i z drzwiami pośrodku.

## Zabytki
Do wojewódzkiego rejestru zabytków wpisany jest dwór, z XVIII/XIX w.